# Urdaneta (Philippines)
Pour les articles homonymes, voir Urdaneta.
Urdaneta est une municipalité de la province de Pangasinan, aux Philippines.